# Al-Asma'i
Abū Saʿīd ʿAbd al-Malik ibn Qurayb al-Aṣmaʿī (in arabo أبو سعيد عبد الملك ابن قريب الأصمعي‎?; Bassora, 740 – Bassora, 831) è stato un biologo, zoologo e botanico arabo.
Filosofo, grammatico e dotto arabo della Scuola di Bassora, fu autore di numerose opere di biologia, zoologia e anatomia umana.
Era un musulmano assai pio e appassionato di poesia. Apportò un contributo notevole allo studio della botanica, della zoologia e dell'allevamento di animali domestici.
Fu attivo all'epoca dei califfi abbasidi di Baghdad e si trasferì a Baghdad all'epoca del califfo Hārūn al-Rashīd, in un ambiente culturale in cui i lavori di classificazione degli animali e delle piante erano pratica corrente tra i numerosi scienziati che agivano nella «Bayt al-Ḥikma», tra i quali proprio le realizzazioni di al-Aṣmaʿī sembra fossero quelli più noti e apprezzati negli ambienti scientifici dell'epoca e dei secoli a venire, anche se non si dovrà dimenticare il contributo di alto profilo di Abu Hanifa al-Dinawari del Kitāb al-nabat.
Le sue opere più celebri sono il Kitāb al-ibil (sui dromedari), il Kitāb al-khayl (sul cavallo), il Kitāb al-fāriq (sulle bestie rare), il Kitāb al-wuḥūsh (sulle bestie feroci), il Kitāb al-shāʾ (sulla pecora) e il Kitāb khalq al-insān (lett. "Libro della creazione dell'uomo"), che trattava di anatomia umana, a riprova del fatto che al-Aṣmaʿī era in possesso di conoscenze quanto mai avanzate per i tempi.
Praticamente egli lavorò sulla riproduzione e la selezione dei cavalli e dei dromedari e fu uno dei primi scienziati ad affrontare sistematicamente tali problematiche.

## I giardini zoologici
Varrà la pena ricordare che all'epoca i califfi ospitavano nei giardini immensi dei loro palazzi dei veri e propri giardini zoologici in cui riunivano le più diverse specie di animali, dalle più rare alle più curiose, così come faranno pochi secoli dopo anche i Normanni in Sicilia, ampiamente influenzati dalle pratiche e dalla cultura degli Arabi e dei musulmani in genere che li avevano preceduti e che i sovrani cristiani mantennero, sia pure in stato di sudditanza al trono cristiano.